# Rebecca Solnit
Rebecca Solnit, née le 24 juin 1961[réf. souhaitée], est une écrivaine, essayiste et philosophe américaine. Elle écrit sur une grande variété de sujets, tels que l'environnement, l'urbanisme, la politique, le féminisme, l'intimité, la géographie, la justice sociale et l'art. Rebecca Solnit contribue régulièrement à Harper's Magazine, dans lequel elle publie la rubrique bimensuelle « Easy Chair ».

## Enfance et éducation
Rebecca Solnit est née à Bridgeport, dans le Connecticut. Son père est juif et sa mère catholique irlandaise. En 1966, sa famille déménage à Novato, en Californie, où elle a grandi. « J'étais une enfant battue », dit-elle de son enfance. Elle ne suit pas du tout l'école secondaire et s'inscrit dans un lycée alternatif public, où elle obtient son certificat d'études secondaires américain (GED). Par la suite, elle s'inscrit au collège pré-universitaire. À l'âge de 17 ans, elle part étudier à Paris, en France. Finalement, elle retourne en Californie où elle termine ses études post-secondaires à l'université de San Francisco. Elle obtient ensuite une maîtrise en journalisme à l'université de Californie à Berkeley, en 1984. Elle est écrivaine indépendante depuis 1988.

## Carrière

### Activisme
Depuis les années 1980, Rebecca Solnit s'engage dans des campagnes autour de sujets tels que l'environnement et les droits de l'homme, notamment avec le Western Shoshone Defense Project au début des années 1990, ainsi qu'elle le décrit dans son livre Savage Dreams, et aux côtés des militants anti-guerre tout au long de l'ère Bush. Elle est également impliquée dans les discussions au sujet du changement climatique et le travail de 350.org et le Sierra Club, ainsi que les droits des femmes, notamment la violence contre les femmes.

### Écriture
Ses écrits sont publiés dans de nombreuses publications imprimées et en ligne, comme le Guardian, et le Harper's Magazine, journal pour lequel elle est la première femme à écrire régulièrement la rubrique « Easy Chair », fondée en 1851. Elle est aussi une contributrice régulière du blog politique TomDispatch et de LitHub,.
Rebecca Solnit est l'auteur de dix-sept livres, de divers essais et anthologies dans de nombreux catalogues de musée. Elle tire son livre A Paradise Built in Hell: The Extraordinary Communities that Arise in Disaster, publié en 2009, d'un essai intitulé The Uses of Disaster: Notes on Bad Weather and Good Government ("Les Usages de la Catastrophe: Notes sur le Mauvais temps et le Bon Gouvernement") publié par Harper's magazine le jour où l'ouragan Katrina a frappé la Louisiane. Il est en partie inspiré par le tremblement de terre de 1989 à Loma Prieta, que Rebecca Solnit décrit comme « Une remarquable occasion... Un moment où la vie quotidienne s'est arrêtée et où les gens ont regardé autour d'eux et se sont penchés vers le bas. » Dans une conversation avec la cinéaste Astra Taylor pour BOMB magazine, Rebecca Solnit résume de la façon suivante le thème radical développé dans A Paradise Built in Hell (Un Paradis construit en Enfer) : « Ce qui se passe lors d'une catastrophe démontre tout ce qu'un anarchiste a toujours voulu croire à propos du triomphe de la société civile et de l'échec de l'autorité institutionnelle. »

### Prix et reconnaissance
Solnit a reçu deux bourses NEA pour la Littérature, une bourse de la fondation Guggenheim, le prix littéraire Lannan, et en 2004, le "Rave Award" du magazine Wired pour ses contributions à propos des effets de la technologie sur les arts et les sciences humaines. En 2010, elle est citée dans le magazine Utne Reader comme l'une des "25 Visionnaires Qui Sont en train de Changer Votre Monde". Son livre The Faraway Nearby (Le Lointain à Proximité) (2013) a été nommé pour le National Book Award, et finaliste de l'édition 2013 du National Book Critics Circle Award,.
En 2004, pour son livre Rivers Of Shadows (Rivière des Ombres), Rebecca Solnit est la récipiendaire du National Book Critics Circle Award dans la catégorie "Critique d'art", et du Sally Hacker Prize de la Société d'Histoire de la Technologie, qui récompense les programmes d'études qui touchent un large public au delà de l'académie.
La même année, elle reçoit également le prix d'histoire Mark-Lynton à Harvard, ainsi que le Corlis Benefideo Award For Imaginative Cartography 2015-16 de la Société d'Information Cartographique d'Amérique du Nord
Rebecca Solnit cite Eduardo Galeano, Pablo Neruda, Ariel Dorfman, Elena Poniatowska, Gabriel García Márquez et Virginia Woolf comme auteurs qui ont influencé son travail.

### Reconnaissance informelle
Rebecca Solnit est considérée comme l'inventeuse du concept à l'origine du terme mansplaining, un style de langage quotidien basée sur la condescendance liée au genre, qui apparaît comme un terme en avril 2008, peu après la publication sur son blog de l'essai intitulé Men Explain Things To Me (« les hommes m'expliquent des choses »), bien qu'elle n'ait pas inventé le mot-valise en lui-même,,.
Féministe engagée, favorable à l'écriture inclusive et au mouvement #MeToo, elle a « le sentiment d’avoir assisté à une insurrection féministe de masse à travers le monde. Je dirais que cette vague a débuté fin 2012, après une vague de viols sur les campus aux États-Unis. Ensuite, le monde s’en est emparé après le viol collectif de Jyoti Singh, une étudiante agressée sexuellement et battue par un groupe d’hommes dans un bus de New Delhi, en Inde. Elle décédera finalement de ses blessures. C’est comme si un espace où évoquer toutes les formes de brutalité dont les femmes sont victimes était apparu, des violences conjugales au viol, en passant par le harcèlement de rue ou encore les meurtres de masse  ».

## Œuvre
- Solnit, Rebecca, Un paradis en enfer, Éditions de l'Olivier, 2023.
- Solnit, Rebecca, Souvenirs de mon inexistence, Éditions de l'Olivier, 2022.
- Solnit, Rebecca, Cendrillon libératrice, Les Arènes, 2020.
- Solnit, Rebecca, La mère de toutes les questions, Éditions de l'Olivier, 2019.
- Solnit, Rebecca, Ces hommes qui m'expliquent la vie, Éditions de l'Olivier, 2018.
- Solnit, Rebecca, Garder l'espoir. Autres histoires, autres possibles, Actes Sud, 2006.
- Solnit, Rebecca, L'art de marcher, Actes Sud, 2002.

### Ouvrages
- (en) Rebecca Solnit, Secret exhibition: six California artists of the Cold War era, San Francisco, City Lights, 1991, 224 p. (ISBN 978-0-87286-254-8, lire en ligne)
- (en) Savage Dreams : A Journey Into the Landscape Wars of the American West, Berkeley, University of California Press, 2014 (1re éd. 1994), 435 p. (ISBN 978-0-520-95792-3, lire en ligne)
- (en) A Book of Migrations : Some Passages in Ireland, Londres, Verso, 2011 (1re éd. 1997), 208 p. (ISBN 978-1-84467-708-5, lire en ligne)
- (en) Wanderlust : A History of Walking, New York, Penguin, 2001 (1re éd. 2000), 326 p. (ISBN 978-0-14-028601-4, lire en ligne)
- (en) Hollow City: The Siege of San Francisco and the Crisis of American Urbanism (Images by Susan Schwartzenberg), Londres, Verso, 2002 (1re éd. 2000), 182 p. (ISBN 978-1-85984-363-5, lire en ligne)
- (en) As Eve Said to the Serpent : On Landscape, Gender, and Art, Athènes, University of Georgia Press, 2003 (1re éd. 2001), 234 p. (ISBN 978-0-8203-2493-7, lire en ligne)
- (en) River of Shadows: Eadweard Muybridge and the Technological Wild West, New York, Viking, 2004 (1re éd. 2004) (ISBN 0-14-200410-3)
- (en) Hope in the Dark: Untold Histories, Wild Possibilities (Updated Edition), Haymarket Books, 2016 (1re éd. 2004), 152 p. (ISBN 978-1-60846-576-7, lire en ligne)
- (en) A Field Guide to Getting Lost, New York, Viking, 2005, 224 p. (ISBN 978-1-101-11871-9, lire en ligne)
- (en) Mark Klett, Rebecca Solnit et Byron Wolfe, Yosemite in Time : Ice Ages, Tree Clocks, Ghost Rivers, San Antonio, Trinity University Press, 2005, 140 p. (ISBN 978-1-59534-042-9)
- (en) After the Ruins, 1906 and 2006: Rephotographing the San Francisco Earthquake and Fire (By Mark Klett with Michael Lundgren), Berkeley, University of California Press, 2006, 134 p. (ISBN 978-0-520-24556-3, lire en ligne), « The Ruins of Memory »
- (en) Storming the Gates of Paradise : Landscapes for Politics, Berkeley, University of California Press, 2007, 436 p. (ISBN 978-0-520-25656-9, lire en ligne)
- (en) A Paradise Built in Hell: The Extraordinary Communities that Arise in Disaster, New York, Penguin, 2010 (1re éd. 2009), 368 p. (ISBN 978-1-101-45901-0, lire en ligne)
- (en) The Battle of the Story of the Battle of Seattle, AK Press, 2009, 121 p. (ISBN 978-1-904859-63-5, lire en ligne)
- (en) A California Bestiary (Illustrations by Mona Caron), Berkeley, Heyday Books, 2010, 47 p. (ISBN 978-1-59714-125-3, lire en ligne)
- (en) Infinite City : A San Francisco Atlas, Berkeley, University of California Press, 2010, 156 p. (ISBN 978-0-520-26249-2, lire en ligne)
- (en) The Faraway Nearby, New York, Penguin, 2013, 272 p. (ISBN 978-1-101-62277-3, lire en ligne)
- (en) Unfathomable City : A New Orleans Atlas, Berkeley, University of California Press, 2013, 156 p. (ISBN 978-0-520-26249-2, lire en ligne)
- (en) Men Explain Things To Me, Chicago, Haymarket Books, 2014, 130 p. (ISBN 978-1-60846-457-9)
- (en) The Encyclopedia of Trouble and Spaciousness, San Antonio, Trinity University Press, 2014, 130 p. (ISBN 978-1-60846-457-9, lire en ligne)
- Ruins. Londres, Angleterre: Whitechapel Art Gallery; Cambridge, MA: MIT Press. 2011.  (ISBN 9780854881932).
- (en) Nonstop Metropolis : A New York City Atlas, Berkeley, University of California Press, 2016, 224 p. (ISBN 978-0-520-28595-8, lire en ligne)